# Matuanus rectinervus
Matuanus rectinervus är en insektsart som beskrevs av Robillard 2008. Matuanus rectinervus ingår i släktet Matuanus och familjen syrsor. Inga underarter finns listade i Catalogue of Life.